# 16514 Stevelia
16514 Stevelia è un asteroide della fascia principale. Scoperto nel 1990, presenta un'orbita caratterizzata da un semiasse maggiore pari a 3,1229939 UA e da un'eccentricità di 0,1980862, inclinata di 8,48133° rispetto all'eclittica.